# The Unforgiven II
The Unforgiven II er en sang fra februar 1998 med heavy metal-bandet Metallica. Det er en nyere version af The Unforgiven. Den er med mere af Metallicas heavy metal stil.
Album: ReLoad
Kunstere:
- Lars Ulrich
- James Hetfield
- Jason Newsted
- Kirk Hammett

| Musik | Spire Denne musikartikel er en spire som bør udbygges. Du er velkommen til at hjælpe Wikipedia ved at udvide den. |